# آرمسترانگ سیدلی استنتور
آرمسترانگ سیدلی استنتور (به انگلیسی: Armstrong Siddeley Stentor) یک موتور هواگرد ساختِ کارخانهٔ آرمسترانگ سیدلی در کشور بریتانیا است.